# Kulturna politika
Kulturna politika označava „javnu praktičnu politiku u oblasti kulture, umetnosti i medija.” U širem smislu, pod kulturnom politikom podrazumeva se „moć imenovanja, zastupanja javnog mnjenja, stvaranja „zvaničnih verzija”, moć da se predstavlja i legitimiše društvo.” Savremena kulturna politika podrazumeva svesno regulisanje javnog interesa u oblasti kulture i odlučivanje o svim pitanjima vezanim za kulturni razvitak jednog društva. Kulturna politika je obično usmerena na tri osnovna zadatka: „1) očuvanje kulturne baštine i kulturnog identiteta; 2) razvoj savremenog umetničkog stvaralaštva, 3) podsticanje dostupnosti kulturnih dobara i učešće građana u kulturnom životu.”
Polazeći od stava da je svaka država samostalna u definisanju kulturne politike, UNESCO načelno navodi da se pojam kulturna politika odnosi na „ukupni zbir namernih intervencija ili na odsustvo intervencija države ili njenih organa, i to onih čiji je cilj da se odgovori na određene kulturne potrebe pomoću optimalnog korišćenja fizičkih i ljudskih resursa koji su društvu raspoloživi u određenom trenutku; b) da određeni kriterijumi za upravljanje kulturnim razvojem treba da budu utvrđeni i da kultura treba da bude povezana s ličnim razvojem pojedinaca, kao i društvenim i ekonomskim razvojem društva.“
Istorija
Pre XX veka, različiti akteri su upravljali kulturnim razvojem - crkva, dvorovi, bogati trgovci. Kulturna politika u XX veku podrazumevala je ključno učešće vlade u rukovođenju kulturom. Prvo ministarstvo kulture oformljeno je za vreme Šarla de Gola 1959. u Francuskoj , a Andre Marlo bio je prvi ministar kulture. Kulturna politika služila je razvoju kultura nacionalnih država i očuvanju javnog interesa u kulturi, no - u procesu sve intenzivnijeg transnacionalnog povezivanja i globalizacije, kulturne politike su evoluirale tokom poslednjih nekoliko decenija. „Ideja diverziteta kultura, viđenih kao statički jukstapozicioniranih identiteta koji idealno korespondiraju s granicama nacija-država, zamenjena je idejom kulturnog diverziteta, koji je definisan kao razvojni proces, s kapacitetom da stvara kulture, podstičući implicitni ili eksplicitni dijalog. Stoga se kulturne politike, kada su formulisane kao međudržavna realnost, koncentrišu na međunarodnu kulturnu saradnju, i postepeno počinju da se bave i unutar državnim pitanjima. Sada, zbog sile koja povezuje kulturu i razvoj u funkciji harmonične interakcije među zajednicama i pojedincima, istovremeno unutar i između društava, akcenat je stavljen na interkulturni dijalog, koji se definiše i kao dijalog među kulturama, civilizacijama i ljudima. Trenutne kulturne politike imaju za cilj da se očuva i promoviše kulturni diverzitet u svim formama, i u kulturnoj baštini i savremenom stvaralaštvu.“ Stavljanje kulture u funkciju ekonomskog razvoja predstavlja sve značajniju temu, pa su se pojavili novi ključni termini kulturne politike: kreativnost i inovacije, kreativna ekonomija, kreativne industrije, preduzetništvo u kulturi.
Primena danas
Stručnjaci u domenu kulturne politike ukazuju na izuzetan značaj vođenja kulturne politike zasnovane na podacima dobijenim kroz istraživanja različitih aspekata funkcionisanja kulture npr. kulturnih potreba, participacije u kulturi, održivog razvoja, ekonomike kulture (evidence-based cultural policy). Otud se kulturnom politikom bave i istraživači, i praktičari (umetnici, menadžeri u kulturi, adiministratori, donosioci odluka) na lokalnom, nacionalnom i međunarodnom nivou. Ključne internacionalne organizacija koje se kroz različita istraživanja, projekte i programe, kao i strateška dokumenta bave kulturnom politikom su UNESCO, Savet Evrope, Evropska komisija, IFACCA (International Federation of Arts Councils and Culture Agencies), ENCATC (the European network on cultural management and policy), Arts Management Network, dok su neki od najbitnijih međunarodnih dokumenata u domenu kulturne politike: Evropska konvencija o kulturi (Savet Evrope, Pariz, 1954); Konvencija o zaštiti i unapređenju raznolikosti kulturnih izraza (UNESCO, Pariz, 2005); Nova Evropska agenda za kulturu (Evropska komisija, Brisel, 2018). Na nacionalnom i lokalnom nivou, ključna dokumenta su zakoni i strategije razvoja kulture, a ministarstva kulture, gradski sekretarijati, opštinska odeljenja za kulturu i druge jedinice lokalne samouprave, nadležna su za sprovođenje kulturne politike. Uravnoteženje delovanja: 21 strateška dilema u kulturnoj politici Čarlsa Landrija i Fransoa Materesa jedan od najbitnijih teorijskih dokumenata na temu strateškog upravljanja kulturom i kulturnom politikom.
Uključivanje svih aktera u kulturi u procese definisanja zakona i strategija, te u celokupan proces donošenja odluka i upravljanja kulturnim razvojem predstavlja jednu od osnovnih smernica razvoja savremenih kulturnih politika. To se odnosi na organizacije javnog, privatnog i civilnog sektora, koje deluju ne samo u domenu kulture, nego i obrazovanja, turizma, privrede, ekologije, socijalne zaštite, itd.
Tipovi i vrste
U zavisnosti od odnosa države prema upravljanju kulturnim razvojem razlikuju se tri osnovna modela kulturne politike: državni, paradržavni i liberalni model. Državni podrazumeva direktnu uključenost države i njenih organa u upravljanje kulturom (slučaj većine evropskih zemalja); paradržavni podrazumeva prenos odgovornosti na stručno telo (umetnički savet), koje država imenuje, ali kojim ne upravlja direktno (slučaj u Velikoj Britaniji); liberalni model proklamuje neutralnost države u domenu kulture, pri čemu se kulturni razvoj prepušta privatnoj inicijativa (model SAD-a).
U zavisnosti od toga da li se sprovodi direktno i transparentno ili indirektno i netransparentno, kulturna politika može biti eksplicitna ili implicitna. U svakom slučaju, nema zajednice u kojoj se ne vodi neki oblik kulturne politike.
U zavisnosti od teritorija na koju se odnose, može se govoriti o lokalnim (opštinskim, gradskim), regionalnim, državnim (nacionalnim) i nadnacionalnim kulturnim politikama.
Takođe se može govoriti o granskim kulturnim politikama (kulturna politika u domenu muzike, pozorišta, vizuelnih umetnosti itd.).
U poslednje vreme pojavio se i novi termin i novi tip kulturne politike – digitalna kulturna politika.
Primena i primeri u Srbiji
Na Kompendijumu kulturnih politika može se naći informacija o pojedinačnim definicijama kulture i kulturne politike u posebnim državama, a prema ekspertskom izveštaju o Srbiji (poglavlje 2.2. Nacionalna definicija kulture), kulturna politika u Srbiji, kojom rukovodi Ministarstvo kulture i informisanja RS, uređuje sledeće oblasti: kulturne sisteme (sistem donošenja odluka i mreža ustanova i organizacija u kulturi), umetnost, umetničku produkciju, diseminaciju i učešće građana u kulturnom ćivotu, projekte i kulturno nasleđe. U širem smislu, kultura obuhvata i umetničko obrazovanje, istraživanje, društvenu inkluziju i kulturni turizam - što su oblasti kojima upravljaju ostala ministarstva srpske vlade. Delovanje u kulturi uređeno je Zakonom o kulturi. Nacrt Strategije razvoja kulture u Republici Srbiji za period od 2017. do 2027. postoji, ali strategija i dalje nije usvojena.
Pored Ministarstva kulture i informisanja, primenom kulturne politike bave se Pokrajinski sekretarijat za kulturu, gradski sekretarijati za kulturu (Beograd, Novi Sad, Niš) i lokalne samouprave. Nacionalni savet za kulturu ima savetodavnu funkciju. Još jedan važan akter u razvoju kulturne politike je Asocijacija Nezavisna kulturna scena Srbije.
Istraživanjem i visokim obrazovanjem u oblasti kulturne politike bave se Univerzitet umetnosti u Beogradu (UNESCO Katedra za menadžment u kulturi i kulturnu politiku na nivou Univerziteta; Katedra za menadžment i produkciju pozorišta, radija i kulture pri Fakultetu dramskih umetnosti; Institut Fakulteta dramskih umetnosti u Beogradu), Zavod za proučavanje kulturnog razvitka i nekoliko organizacija civilnog društva (Centar za empirijske studije kulture Jugoistočne Evrope, Grupa za kreativnu ekonomiju).
Alati i modeli
Kulturna politika se sprovodi sistemom direktnih i indirektnih mera i instrumenata, koji mogu biti pravni, organizacioni, finansijski i vrednosno idejni, a prema dejstvu – podsticajni i represivni. Recimo, državno subvencionisanje ulaznica za pozorište predstavlja vrstu direktnog finansijskog podsticajnog instrumenata kulturne politike, kojim se doprinosi razvoju dostupnosti i učešća građana u kulturnom životu. Takav instrument funkcioniše u mnogim evropskim državama budući da većina građana ne bi mogla da pokrije tržišnu cenu ulaznice za pozorište.